# Cotswold-Stein

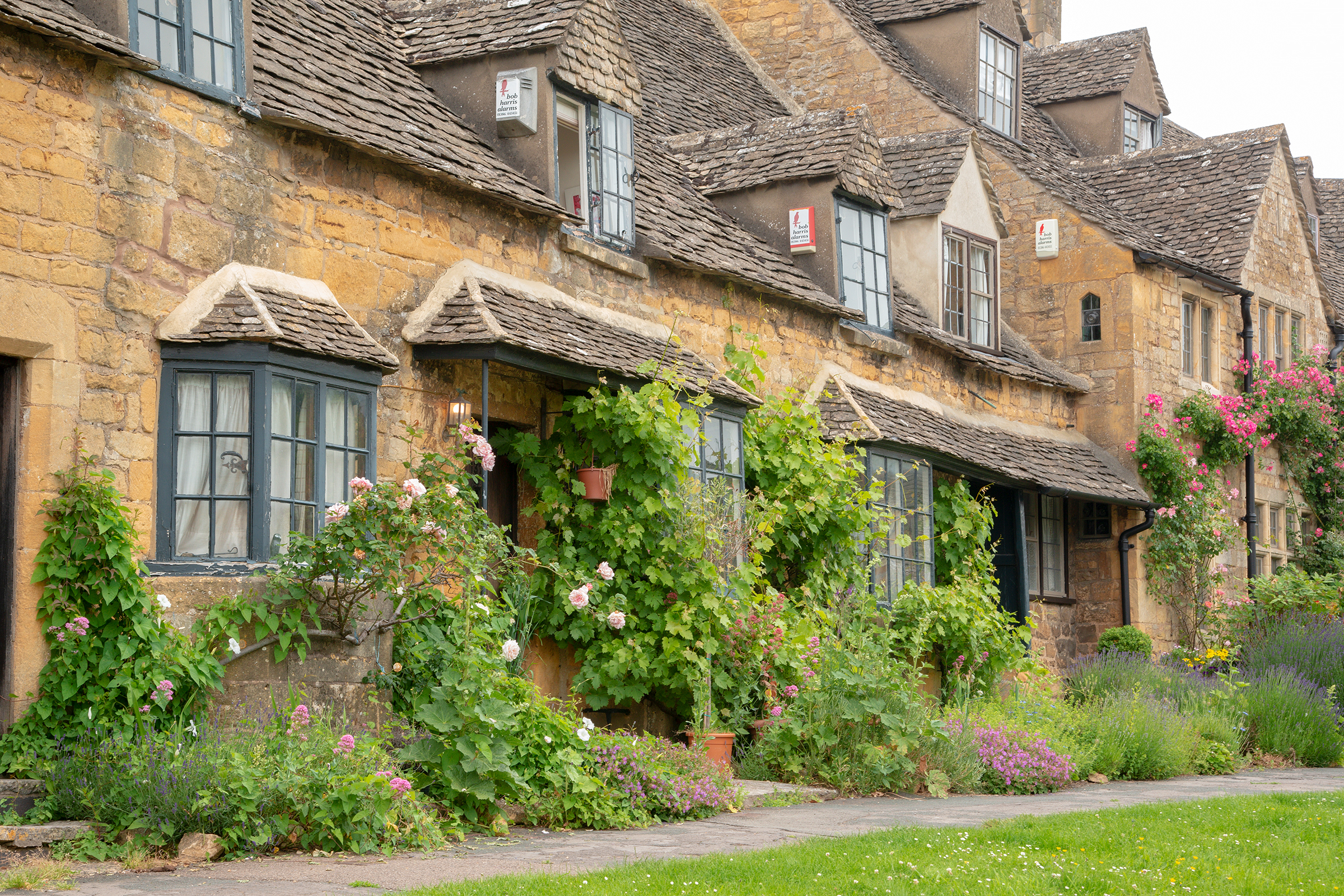
Reihenhaus in Broadway aus Cotswold-Stein

Der Cotswold-Stein (englisch Cotswold stone) ist ein gelber oolithischer Jurakalkstein. Dieser Kalkstein ist reich an Fossilien, insbesondere an versteinerten Seeigeln. Wenn er verwittert ist, wird die Farbe von Gebäuden, die mit diesem Stein gebaut oder verkleidet sind, oft als honig- oder goldfarben beschrieben.
Die Farbe des Steins variiert von Norden nach Süden: Im Norden und Nordosten der Region ist er honigfarben, wie in den Cotswolds-Dörfern Stanton und Broadway, in den zentralen und südlichen Gebieten goldfarben, wie in Dursley und Cirencester, und in Bath perlweiß.
Das Gestein tritt an einigen Stellen des Cotswold Edge zu Tage, kleine Steinbrüche sind weit verbreitet.
In seinem 1934 erschienenen Buch English Journey (Englische Reise) äußerte sich J. B. Priestley über die aus dem Stein errichteten Gebäude wie folgt:

„The truth is that it has no colour that can be described. Even when the sun is obscured and the light is cold, these walls are still faintly warm and luminous, as if they knew the trick of keeping the lost sunlight of centuries glimmering about them. / dt. Die Wahrheit ist, dass er keine Farbe hat, die man beschreiben könnte. Selbst wenn die Sonne verdunkelt und das Licht kalt ist, sind diese Mauern immer noch schwach warm und leuchtend, als ob sie das Kunststück beherrschten, das verlorene Sonnenlicht von Jahrhunderten um sie herum schimmern zu lassen.“

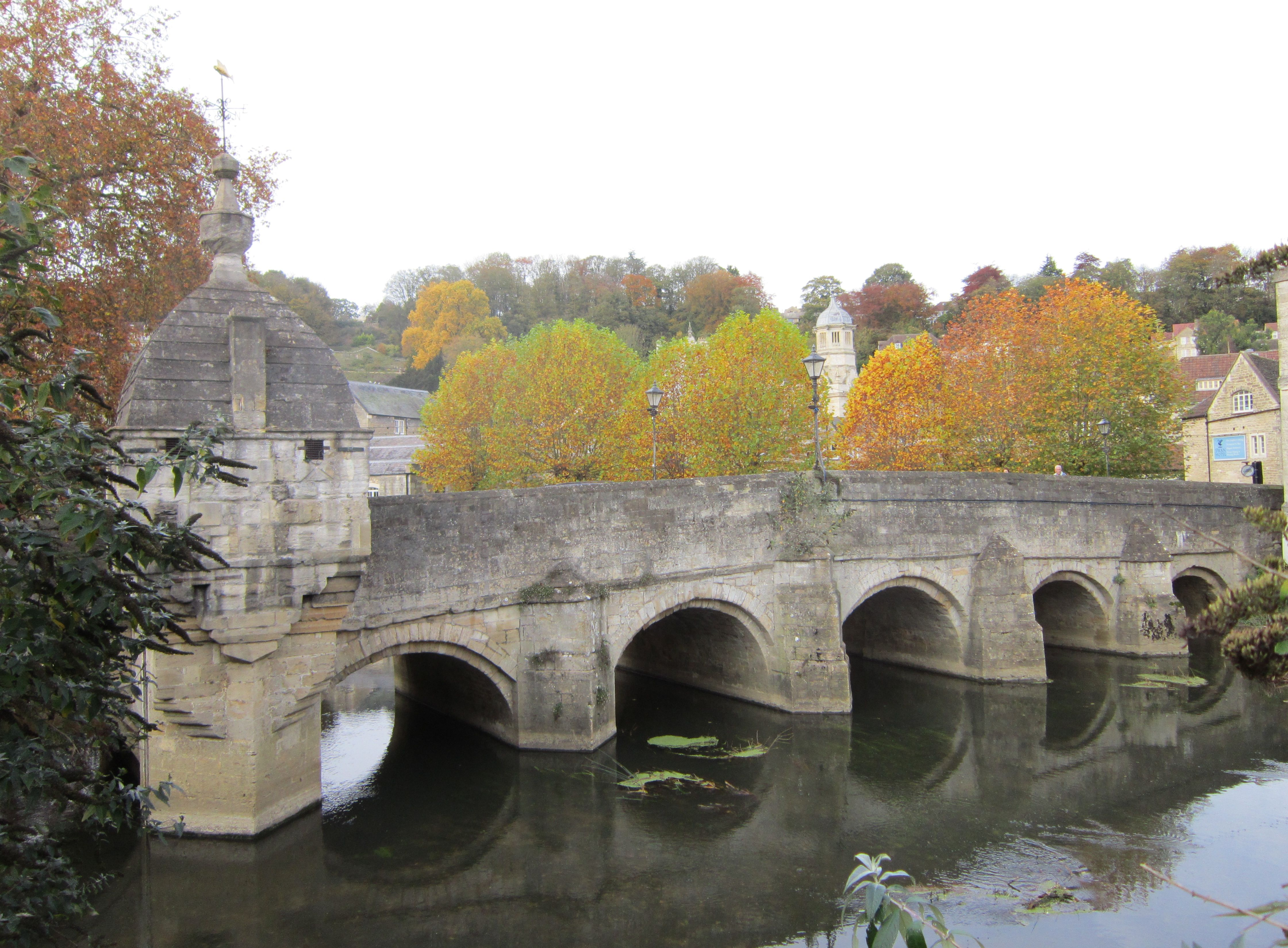
Brücke über den River Avon in Bradford-on-Avon mit dem lock-up

Die Brücke in Bradford-on-Avon – eine Brücke mit einem Gefängnis (lock-up) in der Mitte – beschreibt Simon Winchester im Zuge seiner Beschreibung des „so ziemlich für alles“ verwendeten Cotswold-Steins als „dauerhaft, unzerstörbar, ausbruchsicher“.
Auch der neue Sitz des Fernmeldeaufklärungsdienstes GCHQ in Cheltenham wurde unter anderem aus Cotswold-Stein errichtet.